# Les Républicains (parti allemand)
Pour l’article homonyme, voir Les Républicains.
Les Républicains (en allemand : Die Republikaner, abrégé en REP) est un parti politique allemand, d'orientation  nationaliste, fondé en 1983 par des dissidents de l'Union chrétienne-sociale en Bavière (CSU) (Ekkehard Voigt et Franz Handlos) et le journaliste Franz Schönhuber.
Obtenant des résultats très variables suivant les élections le parti est régulièrement déchiré par des luttes internes. De moins en moins présent publiquement, il souffre depuis quelques années d'une érosion de sa base militante. Les tentatives de rapprochement avec la DVU et surtout avec le NPD se sont multipliées depuis les succès électoraux de ces deux partis lors des élections régionales en 2004.
Soucieux de cultiver une image modérée, les Républicains sont néanmoins jusqu'en 2006 considérés par la Verfassungschutz comme un parti avec des tendances partielles d'extrême droite. La modération du programme officiel est contredite par le contenu des publications du parti et par les prises de position des militants au niveau local et régional.

## Historique

### Création du parti
Les Républicains ont été fondés à Munich fin novembre 1983 par deux députés de la CSU, Franz Handlos et Ekkehard Voigt, et par le journaliste Franz Schönhuber. Ce dernier, ancien membre de la Waffen-SS, avait perdu son poste à la télévision publique bavaroise à la suite de la publication de son livre Ich war dabei (« J'en étais »), considéré comme une tentative de réhabilitation des SS. Après son premier congrès qui se tient au Hilton de Munich, le parti est dirigé par Handlos, avec Voigt et Schönhuber comme vice-présidents.
La cause immédiate de cette scission avec la CSU résidait dans la politique d'ouverture à l'Est récemment adoptée par Franz Josef Strauss. Le président de la Bavière, Franz Josef Strauss, venait d'annoncer un prêt de plus d'un milliard de Deutsche Mark à la République démocratique allemande. Plus généralement l'objectif poursuivi est la création d'un parti situé à droite de la CDU / CSU et qui réclame le renouveau moral (geistig-moralische Wende) promis par Helmut Kohl à son arrivée au pouvoir. Le programme adopté en 1987 présente également les Républicains comme le seul parti désirant réellement la réunification du pays, objectif abandonné par le reste de la classe politique.
Dès le début les Républicains connaissent des tensions concernant la ligne du parti. Tout en se tenant à distance des partis d'extrême droite comme la DVU ou le NPD, Schönhuber souhaite orienter la ligne politique du parti dans cette direction et créer un parti à l'image du Front national. Une autre tendance, emmenée par Handlos, veut simplement en faire un parti des déçus de la CSU et de l'autoritarisme de Franz Josef Strauss. Finalement Handlos et Voigt quittent le parti l'un après l'autre en 1985 et Schönhuber est élu président le 16 juin 1985 lors du congrès de Siegburg.

### Succès électoraux
Après un relatif succès (3 % des voix) aux élections régionales en Bavière (1986), les Républicains obtiennent plusieurs résultats décevants à Brême (1,2 % en septembre 1987), au Bade-Wurtemberg (1,0 % en avril 1988) et au Schleswig-Holstein (0,6 % en mai 1988).
En 1989, les Républicains ont obtenu 7,1 % des voix au niveau fédéral, et six parlementaires au Parlement européen. Ce résultat est suivi de plusieurs succès à Berlin (7,5 % en janvier 1989) et au Bade-Wurtemberg (10,9 % en 1992 et 9,1 % en 1996). 

### Déclin
À partir de la fin des années 1990, le parti n'obtient plus que des résultats médiocres. Presque insignifiant au niveau fédéral, il n'obtient que 4,4 % aux élections régionales du Bade-Wurtemberg en 2001 et n'est dès lors plus représenté dans aucun parlement régional.

## Résultats électoraux

### Élections au Bundestag
| Année | Voix             | %                | Rang             | Sièges           |
| ----- | ---------------- | ---------------- | ---------------- | ---------------- |
| 1987  | Pas de candidats | Pas de candidats | Pas de candidats | Pas de candidats |
| 1990  | 987 269          | 2,1              | 7e               | 0 / 662          |
| 1994  | 875 239          | 1,9              | 7e               | 0 / 672          |
| 1998  | 906 383          | 1,8              | 7e               | 0 / 669          |
| 2002  | 280 671          | 0,6              | 8e               | 0 / 603          |
| 2005  | 266 101          | 0,6              | 8e               | 0 / 614          |
| 2009  | 193 396          | 0,4              | 10e              | 0 / 622          |
| 2013  | 91 193           | 0,2              | 13e              | 0 / 631          |
| 2017  | Pas de candidats | Pas de candidats | Pas de candidats | Pas de candidats |

### Élections dans les Länder
En gras, le meilleur résultat et en italique le moins bon résultat dans chaque Land.
- dans l'opposition

| Année | BW   | BY  | BE  | BB  | HB  | HH  | HE  | MV  | NI  | NW  | RP  | SA  | SN  | ST  | SH  | TH  |
| ----- | ---- | --- | --- | --- | --- | --- | --- | --- | --- | --- | --- | --- | --- | --- | --- | --- |
| 1984  | -    |     |     |     | -   |     | -   |     |     |     |     |     |     |     | -   |     |
| 1985  | -    | -   | -   |     | -   |     | -   |     |     |     |     |     |     |     | -   |     |
| 1986  | -    | -   | -   | 3,0 | -   | -   | -   | -   |     |     |     |     |     |     | -   |     |
| 1987  | -    | -   | -   | 3,0 | 1,2 | -   | -   | -   | -   | -   |     |     |     |     |     |     |
| 1988  | 1,0  | -   | -   | 3,0 | 1,2 | -   | -   | -   | -   | 0,6 |     |     |     |     |     |     |
| 1989  | 1,0  | 7,5 | -   | 3,0 | 1,2 | -   | -   | -   | -   | 0,6 |     |     |     |     |     |     |
| 1990  | 1,0  | 4,9 | 3,1 | 1,2 | 1,2 | -   | -   | 0,9 | -   | 0,6 | 1,5 | 1,9 | 3,4 | -   | 0,6 | 0,8 |
| 1991  | 1,0  | 4,9 | 3,1 | 1,2 | 1,5 | 1,2 | 0,3 | 0,9 | -   | 0,6 | 1,5 | 1,9 | 3,4 | -   | 0,6 | 0,8 |
| 1992  | 10,9 | 4,9 | 3,1 | 1,2 | 1,5 | 1,2 | 0,3 | 0,9 | -   | 1,2 | 1,5 | 1,9 | 3,4 | -   | 0,6 | 0,8 |
| 1993  | 10,9 | 4,9 | 3,1 | 1,2 | 1,5 | 4,8 | 0,3 | 0,9 | -   | 1,2 | 1,5 | 1,9 | 3,4 | -   | 0,6 | 0,8 |
| 1994  | 10,9 | 4,0 | 3,1 | 1,1 | 1,5 | 4,8 | 0,3 | 1,0 | -   | 1,2 | 3,7 | 1,9 | 1,4 | 1,3 | 1,4 | 1,3 |
| 1995  | 10,9 | 4,0 | 2,7 | 1,1 | 0,3 | 4,8 | 1,7 | 1,0 | -   | 1,2 | 3,7 | 0,8 | 1,4 | 1,3 | 1,4 | 1,3 |
| 1996  | 9,1  | 4,0 | 2,7 | 1,1 | 0,3 | 4,8 | 1,7 | 1,0 | 2,0 | -   | 3,7 | 0,8 | 1,4 | 1,3 | 1,4 | 1,3 |
| 1997  | 9,1  | 4,0 | 2,7 | 1,1 | 0,3 | 1,9 | 1,7 | 1,0 | 2,0 | -   | 3,7 | 0,8 | 1,4 | 1,3 | 1,4 | 1,3 |
| 1998  | 9,1  | 3,6 | 2,7 | 1,1 | 0,3 | 1,9 | 1,7 | 1,0 | 2,0 | -   | 2,8 | 0,8 | 1,4 | 1,3 | 0,7 | 1,3 |
| 1999  | 9,1  | 3,6 | 2,7 | -   | -   | 1,9 | 2,8 | 1,0 | 2,0 | -   | 2,8 | 0,8 | 1,3 | 1,5 | 0,7 | 0,8 |
| 2000  | 9,1  | 3,6 | 2,7 | -   | -   | 1,9 | 2,8 | 1,0 | 2,0 | 1,1 | 2,8 | -   | 1,3 | 1,5 | 0,7 | 0,8 |
| 2001  | 4,4  | 3,6 | 1,4 | -   | -   | 0,0 | 2,8 | 1,0 | 2,4 | 1,1 | 2,8 | -   | 1,3 | 1,5 | 0,7 | 0,8 |
| 2002  | 4,4  | 3,6 | 1,4 | -   | -   | 0,0 | 2,8 | 0,5 | 2,4 | 1,1 | 2,8 | -   | 1,3 | 1,5 | -   | 0,8 |
| 2003  | 4,4  | 2,2 | 1,4 | -   | -   | 0,0 | 0,3 | 0,5 | 2,4 | 1,1 | 0,4 | -   | 1,3 | 1,5 | -   | 0,8 |
| 2004  | 4,4  | 2,2 | 1,4 | -   | -   | -   | 0,3 | 0,5 | 2,4 | 1,1 | 0,4 | -   | -   | -   | -   | 2,0 |
| 2005  | 4,4  | 2,2 | 1,4 | -   | -   | -   | 0,3 | 0,5 | 2,4 | 0,8 | 0,4 | -   | -   | -   | -   | 2,0 |
| 2006  | 2,5  | 2,2 | 0,9 | -   | -   | -   | 0,3 | 0,3 | 1,7 | 0,8 | 0,4 | -   | -   | -   | 0,5 | 2,0 |
| 2007  | 2,5  | 2,2 | 0,9 | -   | 0,5 | -   | 0,3 | 0,3 | 1,7 | 0,8 | 0,4 | -   | -   | -   | 0,5 | 2,0 |
| 2008  | 2,5  | 1,4 | 0,9 | -   | 0,5 | -   | 1,4 | 0,3 | 1,7 | 0,8 | 0,0 | -   | -   | -   | 0,5 | 2,0 |
| 2009  | 2,5  | 1,4 | 0,9 | 0,2 | 0,5 | -   | 0,3 | 0,3 | 1,7 | 0,8 | 0,0 | -   | 0,2 | -   | 0,5 | 0,4 |
| 2010  | 2,5  | 1,4 | 0,9 | 0,2 | 0,5 | -   | 0,3 | 0,3 | 1,7 | 0,3 | 0,0 | -   | 0,2 | -   | 0,5 | 0,4 |
| 2011  | 1,1  | 1,4 | -   | 0,2 | -   | -   | 0,3 | 0,1 | 0,8 | 0,3 | 0,0 | -   | 0,2 | -   | -   | 0,4 |
| 2012  | 1,1  | 1,4 | -   | 0,2 | -   | -   | 0,3 | 0,1 | 0,8 | -   | 0,0 | -   | 0,2 | -   | -   | 0,4 |
| 2013  | 1,1  | 1,0 | -   | 0,2 | -   | -   | 0,3 | 0,1 | 0,8 | -   | -   | -   | 0,2 | -   | -   | 0,4 |
| 2014  | 1,1  | 1,0 | -   | 0,2 | -   | -   | 0,3 | 0,1 | 0,8 | -   | -   | -   | -   | -   | -   | 0,2 |
| 2015  | 1,1  | 1,0 | -   | 0,2 | -   | -   | 0,3 | 0,1 | 0,8 | -   | -   | -   | -   | -   | -   | 0,2 |
| 2016  | 0,3  | 1,0 | -   | 0,2 | -   | -   | 0,3 | -   | 0,2 | -   | -   | -   | -   | -   | -   | 0,2 |
| 2017  | 0,3  | 1,0 | -   | 0,2 | -   | -   | 0,3 | -   | 0,2 | -   | 0,0 | -   | -   | -   | -   | 0,2 |
| 2018  | 0,3  | -   | -   | 0,2 | -   | -   | -   | -   | 0,2 | -   | 0,0 | -   | -   | -   | -   | 0,2 |
| 2019  | 0,3  | -   | -   | -   | -   | -   | -   | -   | 0,2 | -   | 0,0 | -   | -   | -   | -   | -   |
| 2020  | 0,3  | -   | -   | -   | -   | -   | -   | -   | 0,2 | -   | 0,0 | -   | -   | -   | -   | -   |

### Élections européennes
| Année | Voix               | %                  | Rang               | Sièges             | Tête de liste      | Groupe             |
| ----- | ------------------ | ------------------ | ------------------ | ------------------ | ------------------ | ------------------ |
| 1989  | 2 008 629          | 7,1                | 4e                 | 6 / 78             | Franz Schönhuber   | GTDE               |
| 1994  | 387 070            | 3,9                | 6e                 | 0 / 99             |                    |                    |
| 1999  | 461 038            | 1,7                | 6e                 | 0 / 99             |                    |                    |
| 2004  | 485 662            | 1,9                | 6e                 | 0 / 99             |                    |                    |
| 2009  | 347 887            | 1,3                | 7e                 | 0 / 99             |                    |                    |
| 2014  | 109 757            | 0,4                | 14e                | 0 / 96             | Herrmann Mack      |                    |
| 2019  | Ne se présente pas | Ne se présente pas | Ne se présente pas | Ne se présente pas | Ne se présente pas | Ne se présente pas |